# مذبحة إزبيكا
مذبحة إزبيكا (بالألبانية:Masakra e Izbicës، بالصربية:Masakr u Izbici) واحدة من أكبر المذابح المرتكبة في حرب كوسوفو في عام 1999 بحق المدنيين الألبان، قامت به القوات شبه العسكرية الصربية، حيث قُتل ما بين 89 - 146 شخص من ألبان كوسوفو من جميع الأعمار في قرية إزبيكا، في درينيتشا في وسط كوسوفو في 28 مارس عام 1999.